# Nageia
Nageia ist eine Pflanzengattung  in der Familie der Steineibengewächse (Podocarpaceae). Sie werden auch Nagibäume genannt. Die etwa fünf Arten sind vom südlichen Indien sowie Bangladesch über Indochina bis Malesien und vom südlichen China bis zum südlichen Japan verbreitet.

## Beschreibung

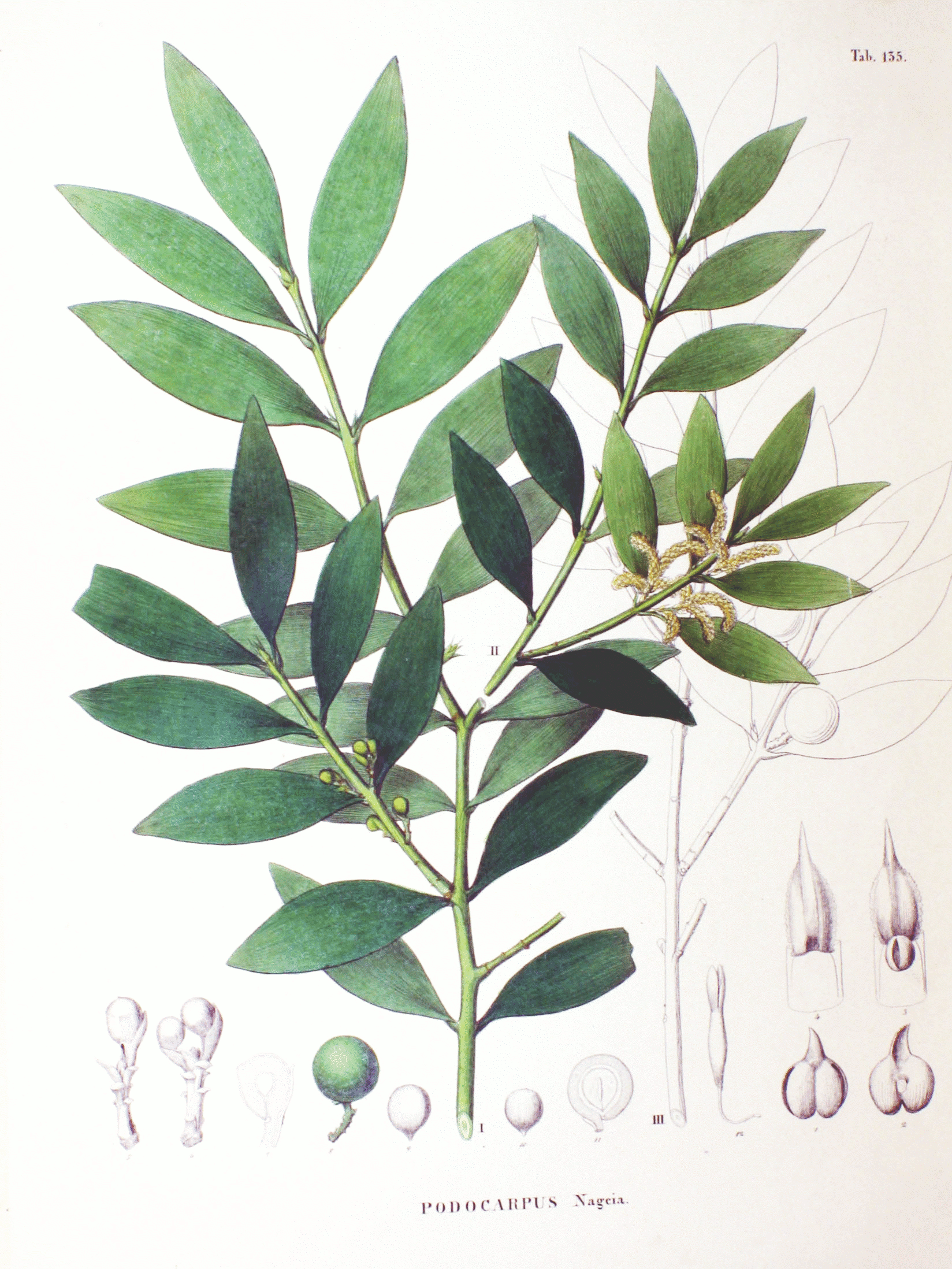
Illustration des Echten Nagibaums (Nageia nagi)

### Vegetative Merkmale
Nageia-Arten sind aufrechte Sträucher oder Bäume, die Wuchshöhen von 1 bis etwa 50 Metern erreichen. Die derben und ledrigen Blätter sind nicht nadelförmig, sondern bei einer Länge von 5 bis 20 Zentimetern sowie einer Breite von 2 bis 6 Zentimetern lanzettlich.

### Generative Merkmale
Die meisten Arten sind zweihäusig getrenntgeschlechtig (diözisch). Die Samen sind von einem Samenmantel (Arillus) umgeben.

## Systematik und Verbreitung

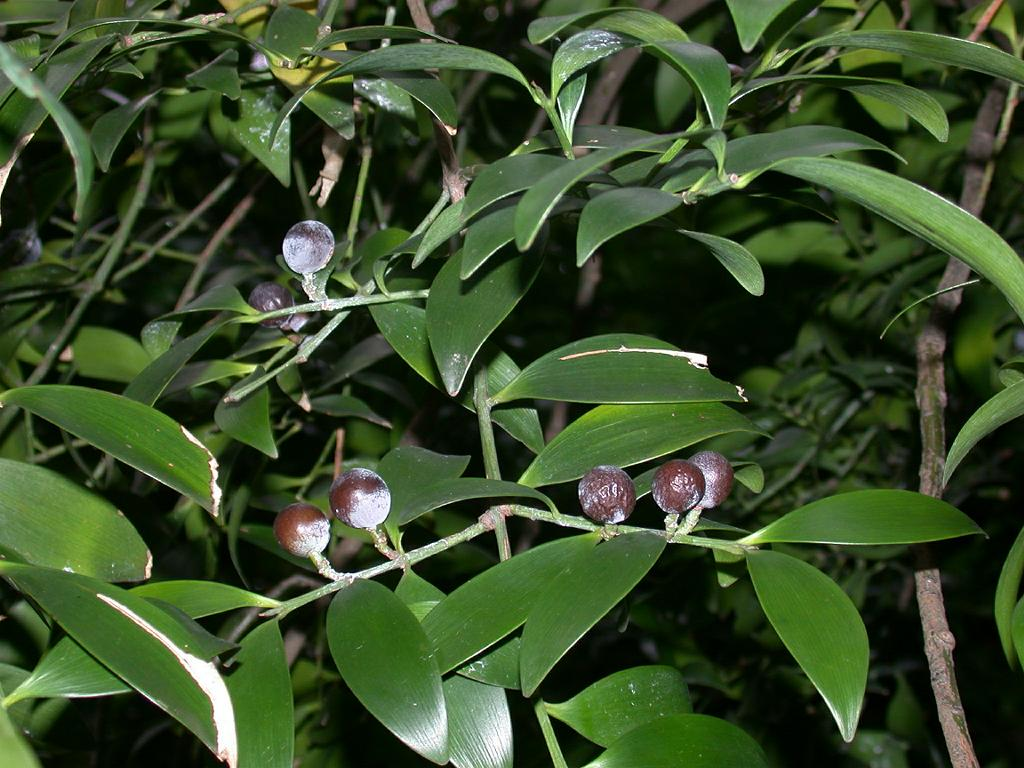
Echter Nagibaum (Nageia nagi)

Die Gattung Nageia wurde 1788 durch Joseph Gärtner De Fructibus et Seminibus Plantarum. ..., 1, Seite 191 aufgestellt. Ein Homonym ist Nageia Roxb. Seit 1989 ist Decussocarpus de Laub. ein Synonym für Nageia Gaertn. Einige Arten wurden 1989 durch de Laubenfels in die Gattung Retrophyllum gestellt.
Die Nageia-Arten gedeihen in den tropischen bis subtropischen Wäldern Asiens und Australasiens. Ihr Verbreitungsschwerpunkt liegt in Südostasien.
In der Gattung Nageia gibt es etwa fünf Arten:
- Nageia fleuryi (Hickel) de Laub. (Syn.: Podocarpus fleuryi Hickel, Decussocarpus fleuryi (Hickel) de Laub.): Sie kommt in Kambodscha, Laos, Vietnam sowie in Taiwan (Taibei) und in den südlichen chinesischen Provinzen Guangdong (Gaoyao Xian, Longmen Xian, Zengchong Xian), Guangxi (Daxin Xian, Hepu Xian), Hainan (Wuzhi Shan) sowie südöstlichen Yunnan (Dawei Shan, Mengzi Xian, Pingbian Miaozu Zizhixian) vor.[1][4]
- Nageia maxima (de Laub.) de Laub.: Dieser seltene und gefährdete Endemit kommt nur in einem kleinen Gebiet in Sarawak vor.[1]
- Nageia motleyi (Parl.) de Laub. (Syn.: Dammara motleyi Parl., Podocarpus beccarii Parl., Nageia beccarii (Parl.) Gordon, Agathis motleyi (Parl.) Warb., Podocarpus motleyi (Parl.) Dümmer, Decussocarpus motleyi (Parl.) de Laub.): Sie kommt in südlichsten Teil von Thailand, Malaysia, Sumatra, in Sarawak und südöstlichen Borneo vor.[1]
- Echter Nagibaum[5] (Nageia nagi (Thunb.) Kuntze, Syn.: Myrica nagi Thunb., Dammara veitchii Henkel et W.Hochst.,Agathis veitchii (Henkel et Hochst.) Seward et Ford,Decussocarpus nagi (Thunb.) de Laub., Decussocarpus nagi var. formosensis (Dümmer) Silba, Podocarpus nageia R.Br. ex Endl., Podocarpus cuspidatus Endl., Podocarpus grandifolius Endl., Podocarpus ovatus (Gordon) Henkel et W. Hochst., Podocarpus caesius Maxim., Podocarpus formosensis Dümmer, Podocarpus koshunensis (Kaneh.) Kaneh., Podocarpus nankoensis Hayata, Podocarpus nagi var. caesius (Maxim.) Makino, Podocarpus nagi var. koshunensis Kaneh., Podocarpus nagi var. ovatus (Gordon) Makino, Podocarpus formosensis var. koshuensis (Kaneh.) Merr. & Yamam., Nageia caesia (Maxim.) Kuntze, Nageia cuspidata (Endl.) Gordon, Nageia grandifolia (Endl.) Gordon, Nageia ovata Gordon, Nageia formosensis (Dümmer) C.N.Page, Nageia nankoensis (Hayata) R.R.Mill, Nageia nagi var. formosensis (Dümmer) Silba, Nageia nagi var. koshuensis (Kaneh.) D.Z.Fu): Sie kommt im südlichen Japan, einschließlich der Riukiu-Inseln und in den chinesischen Provinzen Fujian, Guangdong, Guangxi, Hainan, Hunan, Jiangxi, Sichuan sowie Zhejiang vor.[4][1] Sie ist in Taiwan eine Neophyt.[1] Sie wird kultiviert.[4]
- Nageia wallichiana (C.Presl) Kuntze (Syn.: Podocarpus latifolius Blume non Thunb., Podocarpus wallichianus Presl, Podocarpus blumei Endl., Podocarpus agathifolia Blume, Nageia blumei (Endl.) Gordon, Decussocarpus wallichianus (Presl) de Laub.): Sie kommt im südwestlichen Indien (nur auf der Deccan-Halbinsel), Assam, Myanmar, Thailand, Indochina, in der chinesischen Provinz Yunnan und in Malesien: in Sumatra, Malaiische Halbinsel, Insel Bangka, westlichen Java, auf Flores, in Borneo (inklusive der Insel Karimata), auf den Philippinen (Luzon, Sibuyan, Mindoro, Panay, Samar), im nördlichen und zentralen Celebes, auf den Molukken (Obi, Ternate, Morotai, Ceram), in Neuguinea (inklusive Meos Num, Biak, Japen, Normanby) vor.[1]